# Airlangga Hartarto
Airlangga Hartarto, né le 1er octobre 1962 à Surabaya, est un homme d’affaires et homme politique indonésien. Membre du parti Golkar, qu'il préside depuis fin 2017, il a été élu au Conseil représentatif du peuple et ministre de l'Industrie sous la première présidence Widodo. Il est ministre coordinateur des Affaires économiques au sein du Cabinet Indonésie En avant pendant la deuxième présidence de Joko Widodo, depuis le 23 octobre 2019.

## Jeunesse et formation
Airlangga naît le 1er octobre 1962 à Surabaya, capitale de la province de Java oriental. Son père, Hartarto Sastrosoenarto (id), ingénieur et homme politique, a été plusieurs fois ministre pendant la présidence du dictateur Suharto, pendant 15 ans, de 1983 à 1998.
Airlangga est, dans sa jeunesse, actif chez les scouts, participant à des jamborees nationaux et internationaux. Il effectue ses études secondaires au Kanisius College, un lycée catholique jésuite de la capitale, Jakarta, dont il sort en 1981. Il obtient ensuite une licence en génie mécanique à l'Université Gadjah Mada en 1987, puis suit le Advanced Management Programme de la Wharton School, école de commerce de l'Université de Pennsylvanie, sans en être diplômé, avant de suivre des études en Australie et d'obtenir une maîtrise en administration des affaires (MBA) à l'Université Monash et une maîtrise en gestion technologique à l'Université de Melbourne.

## Parcours dans les affaires
Airlangga a travaillé dans de nombreux secteurs : distribution d'engrais, emballages en papier, machines de construction...
Il est le propriétaire du distributeur d'engrais Graha Curah Niaga. Il a cofondé Fajar Surya Wisesa, un fabricant d'emballages en papier, société qu'il a présidé de 1988 à 2016.
Il a également été le président-directeur général de Jakarta Prima Cranes (1991). Jusqu'en 2002, Airlangga siège au conseil d’administration de l'Indonesian Investment Fund Limited un fonds de placement à capital variable créé et géré par Ciptadana Asset Management. Enregistré aux Bermudes, ce fonds de placement figurait parmi les sociétés citées dans l'affaire des Paradise Papers. En 2016, Airlangga Hartarto était déjà cité dans les Panama Papers. En octobre 2021, son nom est, cette fois-ci, cité dans les Pandora Papers.

## Parcours politique

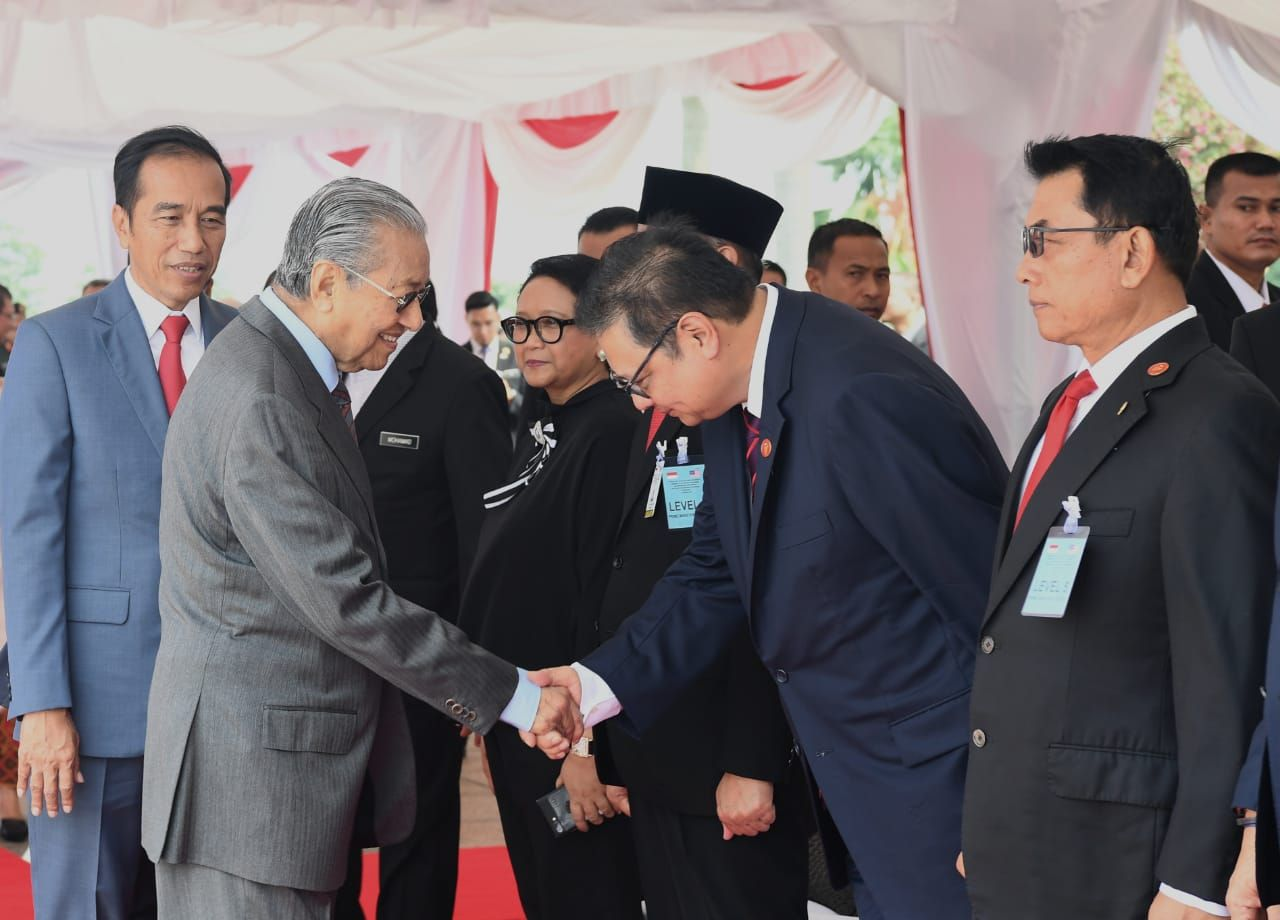
En 2019, Airlangga Hartarto a accompagné le président Joko Widodo lors d'une visite en Malaisie et a serré la main du Premier ministre malaisien, Mahathir Mohamad.

Airlangga rejoint le parti Golkar en 1998. En 2004, il est élu au Conseil représentatif du peuple. Il devient alors trésorier-adjoint du parti, et le restera jusqu'en 2009. Lors de son deuxième mandat au Conseil représentatif du peuple, de 2009 à 2014, il préside la Commission VI sur l'Industrie, le Commerce, les Investissements et les Entreprises publiques. Pendant ce mandat, il présente la loi de 2014 sur l'Industrie. Il effectue ensuite un troisième mandat parlementaire.
Le 27 juillet 2016, il nommé ministre de l'Industrie dans le Cabinet de Travail par le président Joko Widodo. Le 13 décembre 2017, il est choisi pour présider le Golkar en remplacement de Setya Novanto, arrêtée et jugée pour corruption. Après la réélection du président de la République, il est nommé ministre coordinateur des Affaires économiques dans le Cabinet Indonésie En avant.